# Yostar
Yostar（ヨースター、簡体字中国語: 悠星、英: Yostar）は、コンピュータゲームの運営・開発やアニメーション制作などを事業とする企業である。中華人民共和国上海市に位置する上海悠星網絡科技有限公司（上海悠星）を母体とし、東京都千代田区に本社を置く日本現地法人。
李衡達によって2017年に設立され、。コンピュータエンターテインメント協会に正会員として加盟している。
Yostarは中国語の社名である「悠星」を英訳したものであり、Yostarと悠星は基本的に同義語である。したがって単にYostarと言った場合、日本法人である株式会社Yostarのみを表す場合もあるが、本社である上海悠星を含めたグループ全体を表す場合もある。

## 概要
代表者の李衡達は中国出身で日本のアニメが好きだったことから大学を卒業後に来日、miHoYo日本支社勤務を経てYostarの設立に参加し社長に就任した。
「中国で作られた日本風のゲームを、日本で展開する会社」として日本市場向けのローカライズに特化しており、2017年9月にiOS/Android向けで配信を開始した第2作『アズールレーン』がユーザー登録数800万人を突破するヒットを記録している。2020年4月には同年1月にリリースした第5作『アークナイツ』がグローバルダウンロード数が700万を突破したことを明らかにした。
設立当初は企業としての公式サイトが無く、URL「yostar.co.jp」は第1作『異世界からのノノ』の公式サイトとして使用し同サイト内に会社概要を掲載していた。その後、2018年に企業サイトが新設されている。
2020年1月8日には、自社のタイミングで公開する目的も兼ねた自社IPのアニメーション制作および企画･製作を行う「Yostar Pictures」を設立。TRIGGER出身で合同会社アルバクロウ所属の稲垣亮祐、斉藤健吾を代表取締役として迎え、プロデュース会社であるアーチ株式会社が経営に参加する。第一弾として『アークナイツ』のPVが公開、2021年には初のテレビアニメ元請作品として『アズールレーン びそくぜんしんっ！』を制作。

## 作品

### ゲーム
| 配信開始日 | 配信開始日 | タイトル                        | 開発元                 | 備考                                                                     |
| ---------- | ---------- | ------------------------------- | ---------------------- | ------------------------------------------------------------------------ |
| 2017年     | 7月20日    | 異世界からのノノ                | 自社開発               | 2018年12月26日サービス終了                                               |
| 2017年     | 9月14日    | アズールレーン                  | 蛮啾网络 勇仕网络      |                                                                          |
| 2019年     | 4月25日    | 雀魂                            | Cat Food Studio        |                                                                          |
| 2019年     | 11月7日    | Epic Seven-エピックセブン-      | Super Creative         | Smilegate Megaport社と共同 2022年5月にSmilegate Megaport社に運営業務移管 |
| 2020年     | 1月16日    | アークナイツ                    | HyperGryph             |                                                                          |
| 2021年     | 2月4日     | ブルーアーカイブ -Blue Archive- | NAT GAMES →NEXON Games |                                                                          |
| 2021年     | 10月6日    | ガーディアンテイルズ            | KongStudios            | 2023年9月に株式会社KongStudiosに運営業務移管                             |
| 2023年     | 5月23日    | エーテルゲイザー                | 勇仕网络               | 2025年4月22日に開発元である勇仕网络に運営業務移管。                      |
| 2024年     | 11月15日   | ヘブンバーンズレッド            | WFS ビジュアルアーツ   | 英語版運営                                                               |
| 未公表     | 未公表     | ネコぱらいてん！                | 自社開発               |                                                                          |
| 未公表     | 未公表     | ステラソラ                      | 自社開発               |                                                                          |

### アニメ
| 年     | タイトル                                      | アニメーション制作              | 備考 |
| ------ | --------------------------------------------- | ------------------------------- | ---- |
| 2021年 | アズールレーン びそくぜんしんっ！             | Yostar Pictures studio CANDYBOX | 製作 |
| 2022年 | じゃんたま PONG☆                              | SCOOTER FILMS                   | 製作 |
| 2022年 | アークナイツ【黎明前奏/PRELUDE TO DAWN】      | Yostar Pictures                 | 製作 |
| 2022年 | うちの師匠はしっぽがない                      | ライデンフィルム                | 製作 |
| 2022年 | Do It Yourself!! -どぅー・いっと・ゆあせるふ- | PINE JAM                        | 製作 |
| 2023年 | SHY                                           | エイトビット                    | 製作 |
| 2023年 | ひきこまり吸血姫の悶々                        | project No.9                    | 製作 |
| 2024年 | ぽんのみち                                    | OLM TEAM INOUE                  | 製作 |
| 2024年 | HIGHSPEED Étoile                              | studio A-CAT                    | 製作 |
| 2024年 | じゃんたま カン!!                             | アルケ                          | 製作 |
| 2024年 | 戦隊大失格                                    | Yostar Pictures                 | 製作 |
| 2024年 | ブルーアーカイブ The Animation                | Yostar Pictures studio CANDYBOX | 製作 |
| 2025年 | 花は咲く、修羅の如く                          | スタジオバインド                | 製作 |
| 2025年 | -ぬきたし THE ANIMATION-                      | パッショーネ                    | 製作 |